# Drosselbek

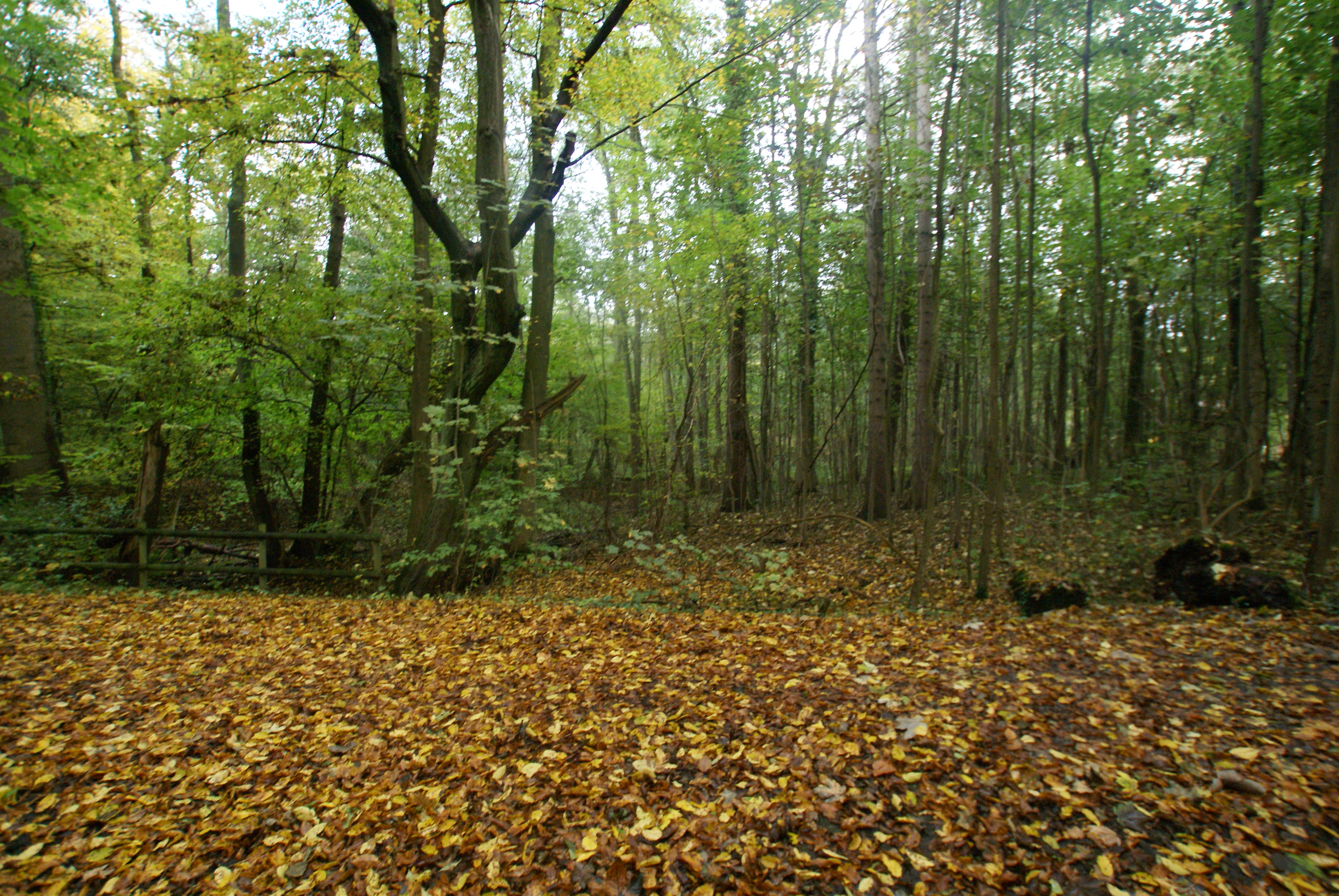
La vall del Drosselbek al bosc Wohldorfer Wald

El Drosselbek és un petit afluent del riu Alster a Alemanya, que neix d'uns quatre rierols fonts a la reserva natural del bosc Wohldorfer Wald a Wohldorf, un nucli d'Hamburg i que desemboca 3 quilòmetres més a l'oest a l'Alster.